# Jim Johansen
Jim André Johansen (Harstad, 6 febbraio 1987) è un calciatore norvegese, attaccante del Landsås.

## Carriera

### Club

#### Harstad e Strømsgodset
Johansen ha iniziato la carriera con la maglia dell'Harstad, squadra della sua città natia. Nel 2009, ha segnato 52 reti in una stagione, attirando su di sé l'interesse di diversi club (sebbene militasse soltanto nella terza divisione norvegese). Il 6 novembre 2009 è stato ufficializzato il suo trasferimento allo Strømsgodset, dopo aver superato un provino. Ha debuttato nell'Eliteserien l'11 aprile 2010, sostituendo Muhamed Keita nel successo casalingo per 4-2 sul Sandefjord. Il 13 maggio sono arrivate le prime reti per il club, quando ha segnato una doppietta al Modum, nell'edizione stagionale del Norgesmesterskapet. Il 24 ottobre ha segnato i primi gol nella massima divisione norvegese, con una doppietta ai danni dell'Hønefoss.

#### Bodø/Glimt
Il 19 gennaio 2011 è stato reso noto il suo passaggio al Bodø/Glimt, in 1. divisjon. Ha esordito con questa maglia il 3 aprile, nella sconfitta per 3-0 in casa dell'Hødd. Il 25 aprile ha siglato la prima rete, su calcio di rigore, nel pareggio per 1-1 contro l'HamKam. Ha contribuito alla vittoria finale del campionato 2013 e alla conseguente promozione del club in Eliteserien. Il 29 novembre 2013, ha rinnovato il contratto che lo legava al club per i successivi due anni.

#### Bryne
L'11 agosto 2014, è passato al Bryne con la formula del prestito. Ha debuttato il 13 agosto, sostituendo Oddbjørn Skartun nella vittoria per 2-1 sull'Ullensaker/Kisa. Il 24 agosto ha realizzato la prima rete, nella sconfitta casalinga per 1-2 contro il Ranheim.

#### Sogndal
Il 30 marzo 2015 è passato al Sogndal con la formula del prestito fino alla data di riapertura della successiva finestra di trasferimento estiva, prevista in data 15 luglio. Tornato al Bodø/Glimt, è rimasto svincolato al termine del campionato 2015.

#### Notodden
Il 16 febbraio 2016, il Notodden ha reso noto d'aver tesserato Johansen, che ha firmato un contratto biennale con il Notodden, compagine di 2. divisjon.

## Statistiche

### Presenze e reti nei club
Statistiche aggiornate al 26 ottobre 2022.
| Stagione          | Club              | Campionato        | Campionato | Campionato | Coppe nazionali | Coppe nazionali | Coppe nazionali | Coppe continentali | Coppe continentali | Coppe continentali | Supercoppe | Supercoppe | Supercoppe | Totale | Totale |
| Stagione          | Club              | Comp              | Pres       | Reti       | Comp            | Pres            | Reti            | Comp               | Pres               | Reti               | Comp       | Pres       | Reti       | Pres   | Reti   |
| ----------------- | ----------------- | ----------------- | ---------- | ---------- | --------------- | --------------- | --------------- | ------------------ | ------------------ | ------------------ | ---------- | ---------- | ---------- | ------ | ------ |
| 2007              | Harstad           | 2D                | ?          | ?          | CN              | ?               | ?               | -                  | -                  | -                  | -          | -          | -          | ?      | ?      |
| 2008              | Harstad           | 3D                | ?          | ?          | CN              | ?               | ?               | -                  | -                  | -                  | -          | -          | -          | ?      | ?      |
| 2009              | Harstad           | 3D                | ?          | ?          | CN              | ?               | ?               | -                  | -                  | -                  | -          | -          | -          | ?      | ?      |
| Totale Harstad    | Totale Harstad    | Totale Harstad    | ?          | ?          |                 | ?               | ?               |                    | -                  | -                  |            | -          | -          | ?      | ?      |
| 2010              | Strømsgodset      | ES                | 18         | 2          | CN              | 3               | 3               | -                  | -                  | -                  | -          | -          | -          | 21     | 5      |
| 2011              | Bodø/Glimt        | 1D                | 27         | 13         | CN              | 3               | 4               | -                  | -                  | -                  | -          | -          | -          | 30     | 17     |
| 2012              | Bodø/Glimt        | 1D                | 24+2       | 11+0       | CN              | 3               | 1               | -                  | -                  | -                  | -          | -          | -          | 4      | 1      |
| 2013              | Bodø/Glimt        | 1D                | 27         | 9          | CN              | 4               | 1               | -                  | -                  | -                  | -          | -          | -          | 31     | 10     |
| gen.-ago. 2014    | Bodø/Glimt        | ES                | 6          | 0          | CN              | 2               | 0               | -                  | -                  | -                  | -          | -          | -          | 8      | 0      |
| ago.-dic. 2014    | Bryne             | 1D                | 8          | 3          | CN              | -               | -               | -                  | -                  | -                  | -          | -          | -          | 8      | 3      |
| gen.-lug. 2015    | Sogndal           | 1D                | 0          | 0          | CN              | 0               | 0               | -                  | -                  | -                  | -          | -          | -          | 0      | 0      |
| lug.-dic. 2015    | Bodø/Glimt        | ES                | 0          | 0          | CN              | -               | -               | -                  | -                  | -                  | -          | -          | -          | 0      | 0      |
| Totale Bodø/Glimt | Totale Bodø/Glimt | Totale Bodø/Glimt | 84+2       | 33+0       |                 | 12              | 6               |                    | -                  | -                  |            | -          | -          | 98     | 39     |
| 2016              | Notodden          | 2D                | 25         | 16         | CN              | 2               | 1               | -                  | -                  | -                  | -          | -          | -          | 27     | 17     |
| 2017              | Notodden          | 2D                | 8          | 0          | CN              | 1               | 0               | -                  | -                  | -                  | -          | -          | -          | 9      | 0      |
| Totale Notodden   | Totale Notodden   | Totale Notodden   | 33         | 16         |                 | 3               | 1               |                    | -                  | -                  |            | -          | -          | 36     | 17     |
| 2021              | Landsås           | 4D                | ?          | ?          | CN              | ?               | ?               | -                  | -                  | -                  | -          | -          | -          | ?      | ?      |
| 2022              | Landsås           | 4D                | 8          | 0          | CN              | ?               | ?               | -                  | -                  | -                  | -          | -          | -          | ?      | ?      |
| Totale Landsås    | Totale Landsås    | Totale Landsås    | ?          | ?          |                 | ?               | ?               |                    | -                  | -                  |            | -          | -          | ?      | ?      |
| Totale            | Totale            | Totale            | ?          | ?          |                 | ?               | ?               |                    | -                  | -                  |            | -          | -          | ?      | ?      |